# 4324 Бікель
4324 Бікель ((4324) 1981 YA1, 1932 UD, 1932 WE, 1948 SD, 1948 TK2, 1964 PE, 1966 DC, 1972 NF, 1973 YR3, 1985 XX, A924 YC) — астероїд головного поясу.
Тіссеранів параметр щодо Юпітера — 3,402.